# 克罗斯比 (北达科他州)
克罗斯比（英語：Crosby），是美国北达科他州下属的一座城市。根据2010年美国人口普查，该市有人口1,070人。2011年估计该市有人口1,096人，相对于2010年，增长率为2.43%。